# 3 Monocerotis
Désignations
3 Monocerotis (NGC 2142) est une étoile binaire de cinquième magnitude située dans la constellation de la Licorne. Elle est distante d'environ 287 pc (∼936 al) de la Terre. Son étoile primaire est une géante bleue de type spectral B5III.
L'astronome britannique John Herschel a enregistré la position de cette étoile le 6 janvier 1835.